# Uranupoli

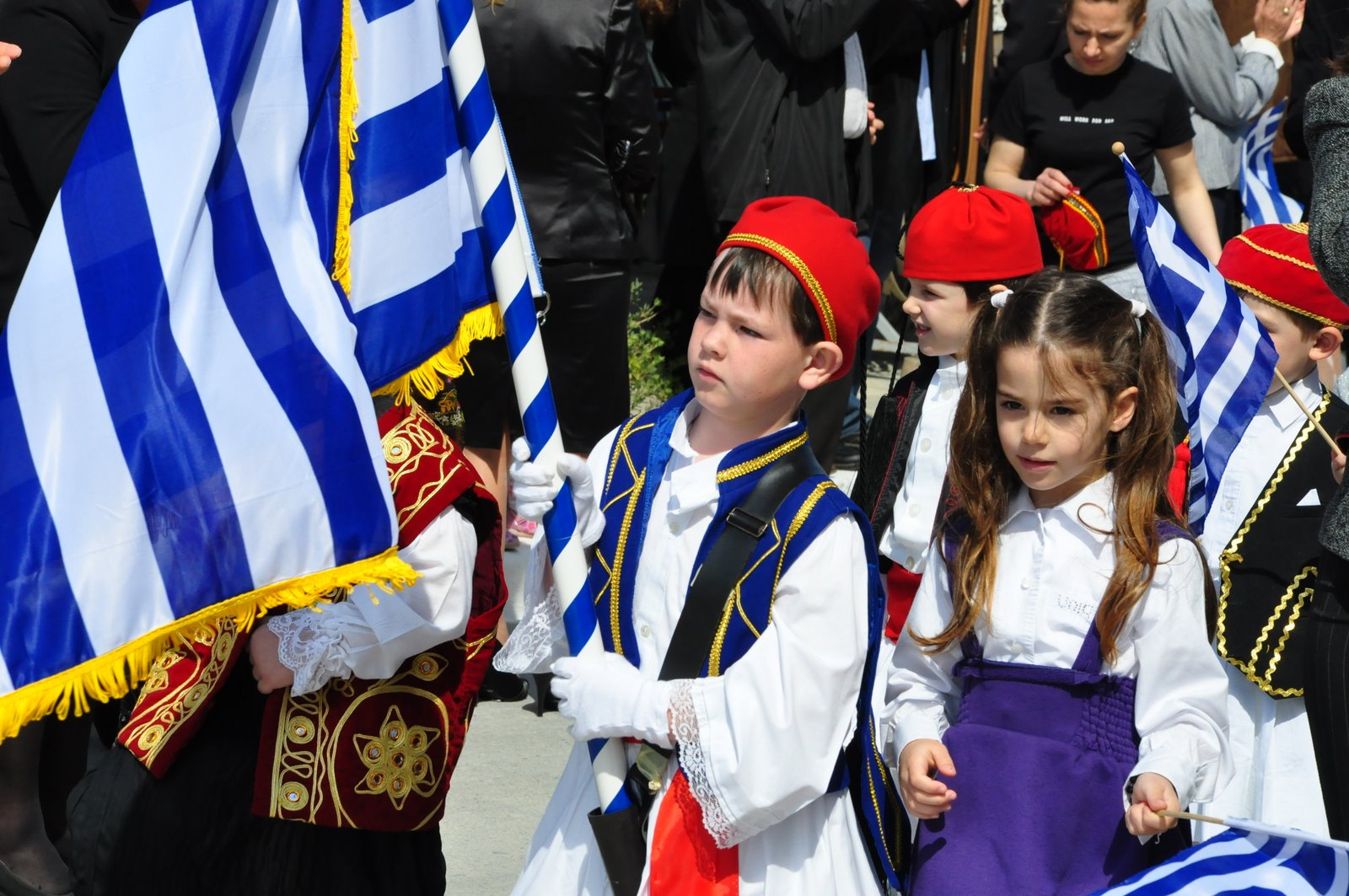
przedszkolaki z Uranupolis, biorące udział w corocznej paradzie, w rocznicę 25 marca 1821 r. (Dzień Niepodległości)

Uranupoli (gr. Ουρανούπολη) – miejscowość w Grecji, w administracji zdecentralizowanej Macedonia-Tracja, w regionie Macedonia Środkowa, w jednostce regionalnej Chalkidiki, w gminie Aristotelis. Położona na półwyspie Athos, tuż przy granicy z Autonomiczną Republiką Góry Athos. W 2011 roku liczyła 826 mieszkańców.
Uranupoli położone jest nad Zatoką Athos, północna częścią Morza Egejskiego. Ośrodek turystyczny i przystań promowa. Historia miasteczka sięga IV wiek p.n.e.
To stąd wyruszają promy do autonomicznego okręgu Świętej Góry Athos, a od wiosny do jesieni także małe jednostki białej floty – morskie wycieczki, do podnóży góry Athos, mijające liczne, słynne klasztory, jednak nie zbliżające się do lądu na odległość mniejszą od 500 m.
Uranupoli połączone jest z Salonikami autostradą Egnatia Odos.